# Найлз, Джонсон
Найлз, Джонсон (2 мая 1794 г. - 23 марта 1872 г.) был американским политиком, который отбыл один срок в Палате представителей Мичигана и два срока в Сенате Мичигана в первые годы государственности Мичигана. Он был одним из первых поселенцев округа Окленд, штат Мичиган, и основателем Трои, штат Мичиган.

## Биография
Джонсон Найлз родился 2 мая 1794 года в Ричфилде, штат Нью-Йорк, в семье Сэмюэля Найлза, который был ранен, сражаясь под командованием генерала Натанаэля Грина во время Войны за независимость США. Найлз вырос в Нью-Йорке и в конце концов переехал в округ Стьюбен, где губернатор ДеВитт Клинтон назначил его казначеем батальона ополчения штата.

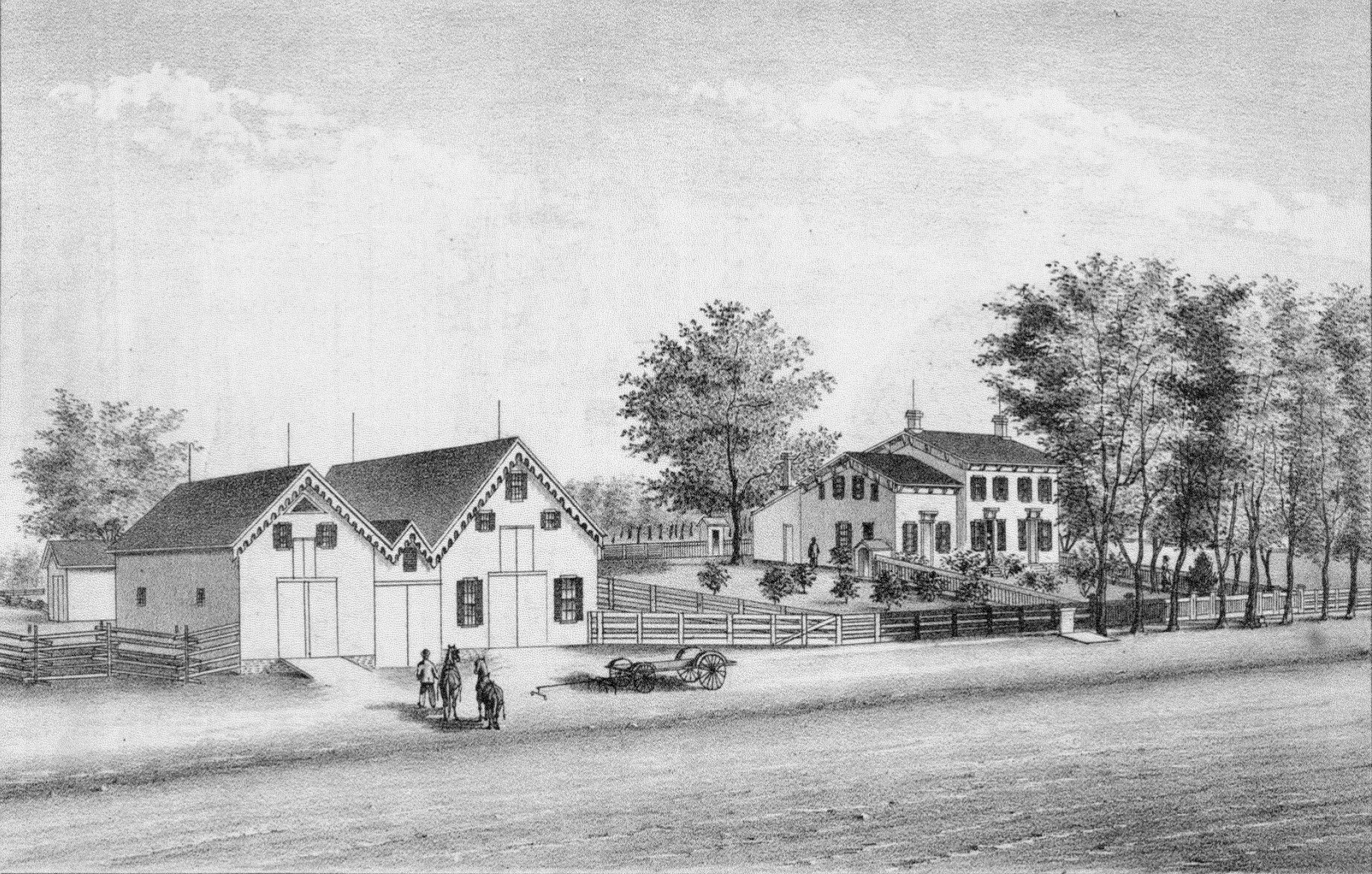
Усадьба Найлза. 1877 г.

Весной 1821 года Найлз купил 160 акров (65 га.) в округе Окленд. Он вернулся в Нью-Йорк, чтобы забрать свою семью, и привез их в Детройт во время 14-дневного плавания из Дюнкерка, штат Нью-Йорк. Он вернулся в округ Окленд, где в то время проживало четырнадцать семей, и помог построить несколько зданий. В следующем году он построил себе бревенчатый дом и переселил в него свою семью. Поселение стало известно как Трой Корнерс, на месте современной Трои, штат Мичиган. Ближайшие другие поселенцы находились в 13 милях отсюда, и Найлз проложил себе дорогу к поселению, где начал торговать с местными коренными американцами. К 1830 году он превратил бизнес в полноценный магазин, в то же время открыл таверну, а позже 4 июля 1837 года открыл большой отель Troy Hotel.
Он заработал репутацию лидера Демократической партии штата, и историк отметил о нем: «Часто отмечалось, что ни один съезд Демократической партии не обходится без Джонсона Найлза». Он был назначен первым почтмейстером Трои в 1823 году и занимал этот пост до 1840 года; Президент Джон Тайлер повторно назначил его, и он служил до избрания президента Франклина Пирса, который назначил сына Найлза Джорджа своим преемником. Губернатор Льюис Касс назначил его мировым судьей в 1823 году, и он неоднократно переназначался еще на несколько сроков. Он был назначен комиссаром округа Окленд в 1826 году и занимал этот пост несколько лет. На первых выборах в недавно созданную Палату представителей штата Мичиган в 1835 году Найлз был избран представлять округ Окленд на один срок. Он был избран в Сенат штата 
Мичиган и работал с 1844 по 1845 год.
Найлз умер 23 марта 1872 г.

### Семья

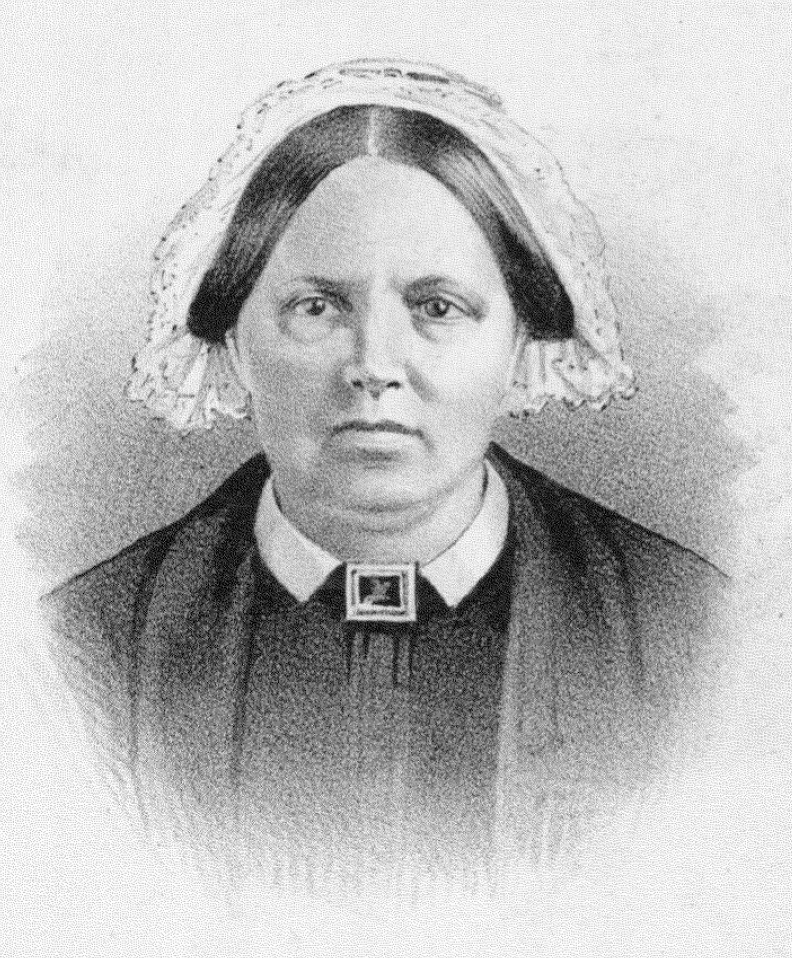
Рода Фелпс Найлс

Найлз и Рода Фелпс поженились 15 февраля 1815 года в Питтсфилде, штат Массачусетс. У них было трое детей: Джулия Энн, Оранж Джей и Джордж. Рода Найлз умерла 7 августа 1864 года. Джордж Джонсон позже вернулся в семейную усадьбу в 1870 году.